# 紫花山莓草
紫花山莓草（学名：Sibbaldia purpurea var. prupruea）为蔷薇科山莓草属的变种。分布在尼泊尔以及中国大陆的西藏等地，生长于海拔4,400米至4,700米的地区，常生长在山坡岩石缝中，目前尚未由人工引种栽培。

## 异名
- Sibbaldia purpurea Royle var. macropetala (Muraj.) Yu et C. L. Li